# Jan Smigmator
Jan Smigmator, rodným příjmením Šmikmátor, (* 17. ledna 1986 Jihlava) je český swingový zpěvák, absolvent Pražské konzervatoře, moderátor a dramaturg pořadu Klub Evergreen (Český rozhlas Dvojka) a hudební producent. V doprovodu Swinging Quartetu nebo jiných hudebních uskupení koncertuje doma i v zahraničí.

## Kariéra
V roce 2000 se stal vítězem soutěže Zlatý oříšek, když nominaci obdržel za výhru v mezinárodní pěvecké soutěži v Litvě. Na stránkách soutěže byl uveden pod příjmením Šmigmátor.
V prosinci 2011 začal vysílat Jan Smigmator společně se zpěvačkou Dashou hudební pořad Klub Evergreen na vlnách Dvojky Českého rozhlasu. Pořad je vysílán každou sobotu krátce po poledni a je pouštěna hudba ze žánrů jazzu, swingu a filmových melodií.
V lednu 2013 vydal Jan Smigmator své debutové album Swing Is Back, na které vybral písně ze svého koncertního repertoáru jako Night and Day, Fly Me To The Moon, All Of Me, Moonlight In Vermont, Our Love Is Here To Stay, nebo They Can’t Take That Away From Me, kterou nazpíval jako duet se zpěvačkou Dashou. První skladbou alba Swing Is Back otevírá stejnojmenná píseň, jíž pro Jana Smigmatora napsal jazzový klavírista a lékař Svatopluk F. Smola a Jan Smigmator ji opatřil vlastním anglickým textem. Na albu Swing Is Back Jana Smigmatora doprovází jeho Swinging Trio (Vladimír Strnad – klavír, Jan Greifoner – kontrabas, Branko Križek – bicí), instrumentální hosté Markéta Smejkalová na saxofon, Jan Kyncl na saxofon, František Tomšíček na trubku, Tomáš Pašek Procházka na bicí a Big Band Felixe Slováčka.[zdroj?]
V roce 2015 vyšlo Janu Smigmatorovi druhé řadové album Time To Swing. Hlavní část alba opět tvoří písně Franka Sinatry (Hello Young Lovers, Come Rain Or Come Shine, Nice´n´Easy, Come Fly With Me, The Lady Is A Tramp), objevují se tu však i písně původní. Autorsky se na nich podíleli Svatopluk F. Smola, František Soukup, Sasha Uher i sám Jan Smigmator (Time To Swing, Crazy Dream, A Piece Of Music, Swing Is Back). Bonusovou skladbou je upravená skladba My Way, ke které napsal nový český text a píseň nazval Za svým snem jít. Zpěváka doprovází opět Swinging Trio a Big Band Felixe Slováčka za účasti hostů (např. Jumaane Smith, Ack van Rooyen, Dasha).[zdroj?]
V roce 2015 také pomohl uspořádat mezinárodní hudební projekt Sinatrology k příležitosti 100. výročí narození zpěváka a herce Franka Sinatry.[zdroj?]

## Seznam spolupracovníků

### V České republice
Orchestr Václava Hybše, Felix Slováček Big Band, Orchestr Karla Vlacha, Bohemia Big Band, B-Side Band, Kentonmania Big Band, Big Band Českého rozhlasu, Gustav Brom Big Band, Ústřední hudba Armády České republiky, Josef Vejvoda Trio[zdroj?]

### V zahraničí
Ack van Rooyen, Kim Nazarian, Jay Ashby, Bobby Shew, Peter Lipa, Jumaane Smith, Mitch Winehouse, Tom Gaebel[zdroj?]